# Wilfried Put
Wilfried Herman Joseph (Wilfried of Willy) Put (De Rijp, 23 maart 1932 – Amsterdam, december 2016) was een Nederlandse beeldhouwer en medailleur.

## Leven en werk
Wilfried Put is geboren in De Rijp. Na de ambachtsschool in Alkmaar heeft hij achtereenvolgens gewerkt en geleerd bij Edelsmidse Brom in Utrecht en het Instituut voor Kunstnijverheidsonderwijs, afdeling edelsmeden in Amsterdam. Tussen 1954-1955 was hij assistent van de beeldhouwers Johan van Zweden en Cor Hund en kreeg hij les van de beeldhouwster Wil Hund. Daarna was hij van 1958 tot 1962 student aan de Rijksakademie van beeldende kunsten, afdeling beeldhouwen, waar hij les kreeg van onder anderen Axel de Savornin Lohman, Paul Grégoire, Piet Esser en Cor Hund.
Naast zijn werk als beeldhouwer en medailleur was Put Rijksgecommitteerde bij Artibus in  Utrecht. Tevens was hij jurylid bij Charlotte van Pallandt-prijs en docent beeldhouwen aan de Academie Minerva in  Groningen en bij de Stichting CREA in Amsterdam. Put was van 1962 tot 1970 getrouwd met Christien Nijland en woonde zo'n veertig jaar samen met Da van Daalen. Van Daalen publiceerde in 2020 een monografie over hem.

## Werk in openbare collectie (selectie)
- Gysbert Japicx,  Grote Kerkhof te  Bolsward
- Scrum,  Kooikersgracht te Leusden
- Hoogovenarbeider,  Plein '40-'45 te Amsterdam
- Wasvrouw, Leeuwerikkenstraat te Zandvoort
- Handel,  Beerenplaat, te Rotterdam
- IJzergieter, van den Endelaan (Fioretti College) te Hillegom
- plaquette voor de Technische Hogeschool, Delft
- penning die uitgereikt aan de winnaars van de Charlotte van Pallandtprijs
- penning voor de Vereniging voor Penningkunst, 'Breitner'
- penning voor de Vereniging voor Penningkunst, 'Piet Esser'
- penning voor Universiteit Wageningen, 'Plantkunde'
- penning Historicus documentarist gemeente Deventer 'Koch'

### Afbeeldingen

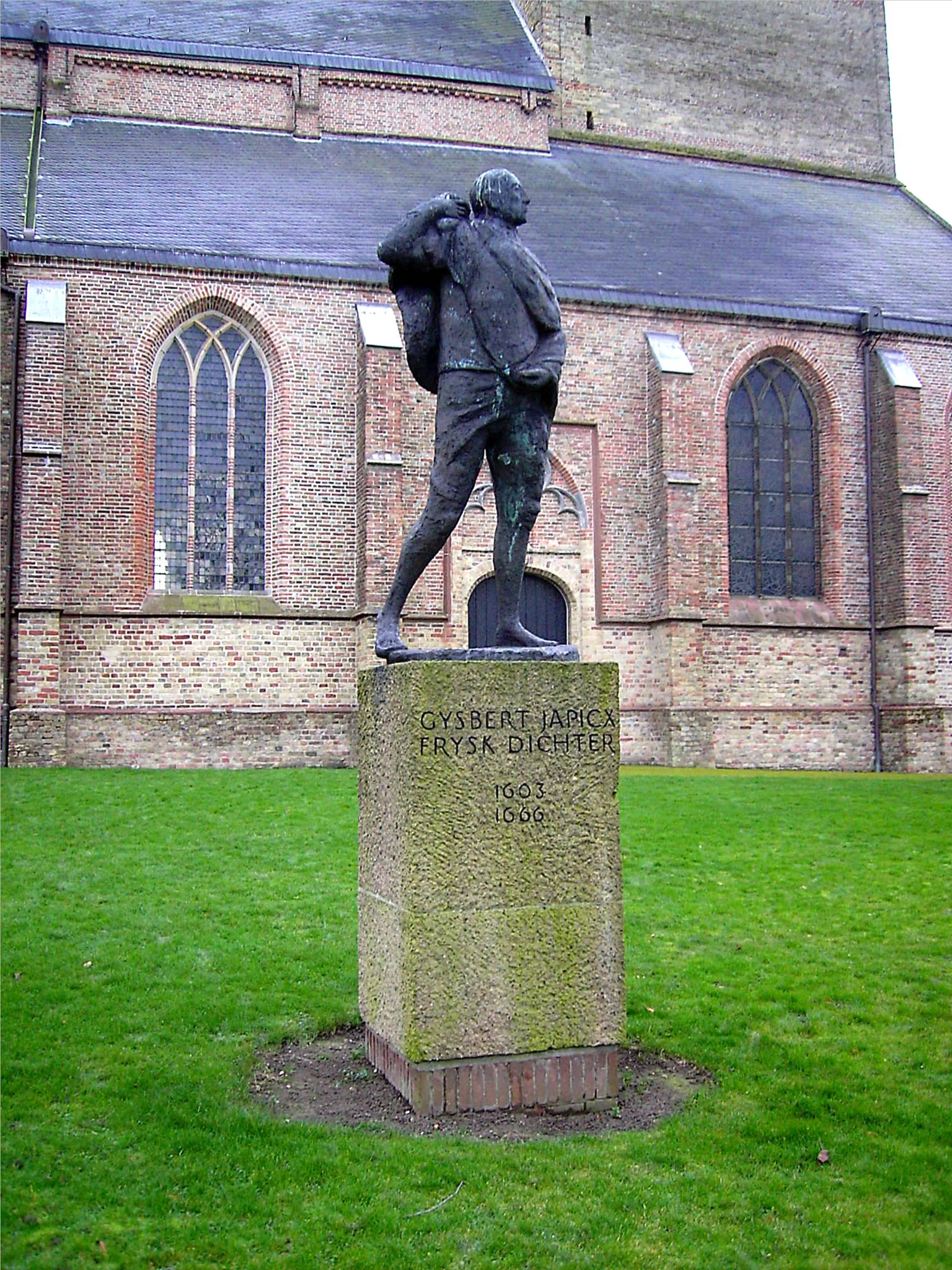
Gysbert Japicx, 1969 Bolsward
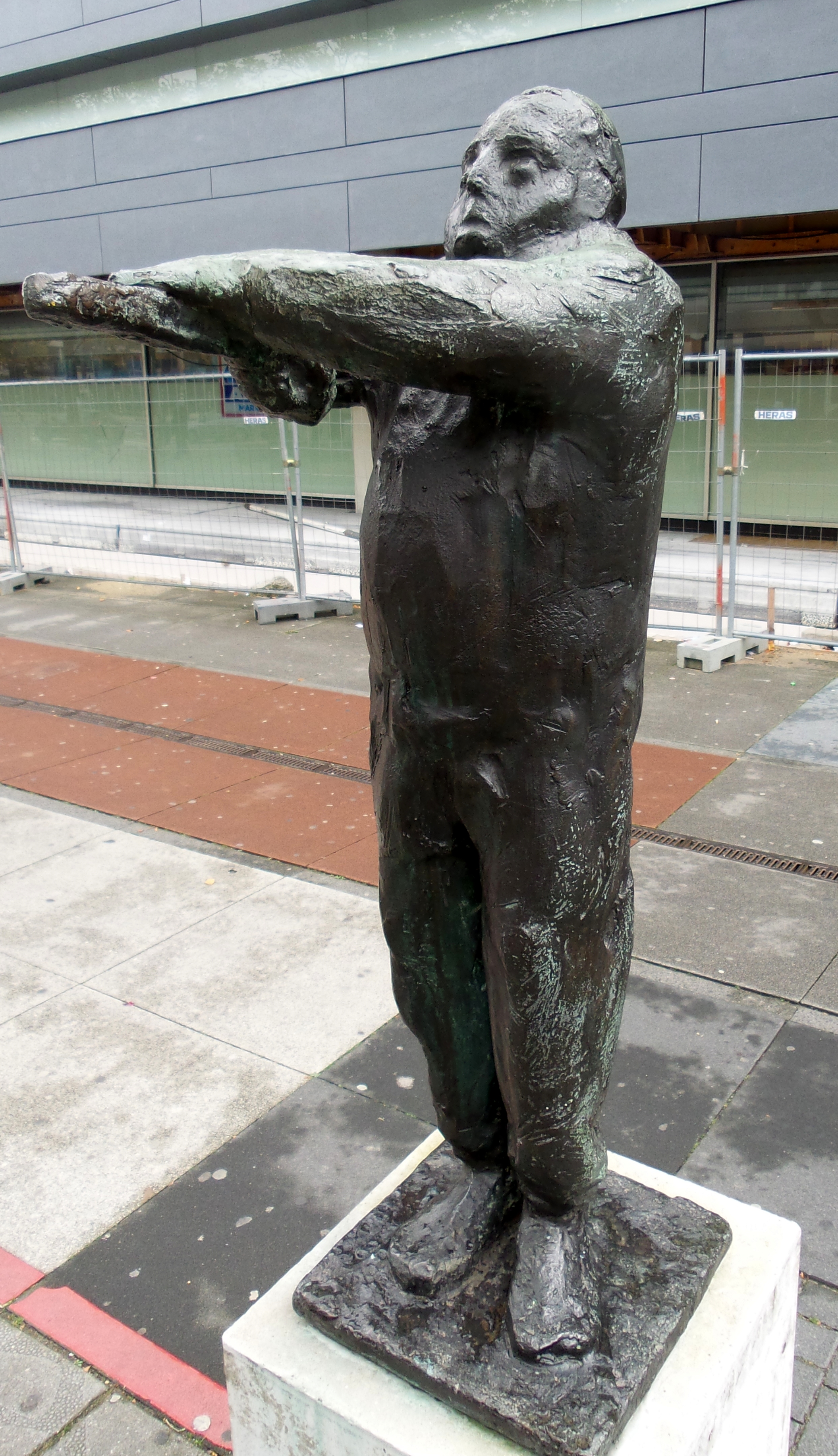
Hoogovenwerker  1970, Amsterdam
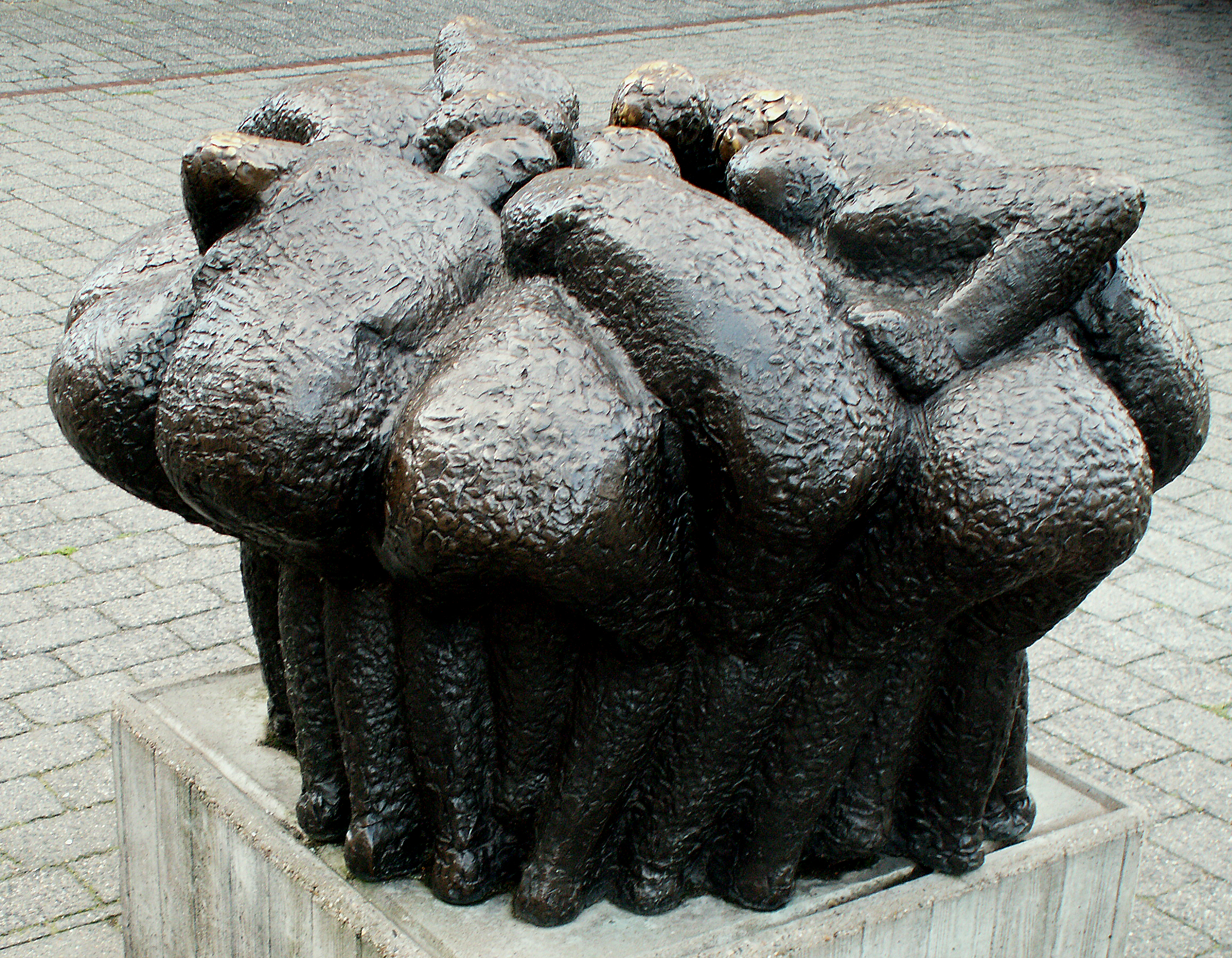
scrum 1987, Leusden

## Prijzen
- 1963 - Kleinplastiekprijs Madurodam
- 1980 - Charlotte van Pallandtprijs